# Biesenbrow
Biesenbrow ist ein Ortsteil von Angermünde im Landkreis Uckermark im Nordosten des Landes Brandenburg.

## Geografie
Biesenbrow liegt auf einer Grundmoräneninsel im Welsebruch. Das Bruch ist eine ebene Wiesenlandschaft, die umgebenden Höhen werden größtenteils landwirtschaftlich genutzt.

## Name
Die ältesten Namensformen sind Bismarow (1354), Bismero (1355) und Byssemerow (1370). Bereits 1457 erscheint der Ort in der heutigen Schreibweise. Byssemerow kann sich von dem deutschen Personennamen Busse ableiten, der dem häufigen slawischen Ortsnamen Merow (Mürow, Mirow) zur besseren Unterscheidung hinzugefügt wurde. Ausgehend von dem Wort Biesenbrow nimmt man eine Zusammensetzung aus slawisch bes für ‚Holunder‘ und brog für ‚Damm‘ an. 

## Geschichte
Funde von Feuersteinklingen belegen, dass die Stelle schon in der Jungsteinzeit bewohnt war. Auch aus der Bronze- und Eisenzeit sind zahlreiche Funde im und am Dorf gemacht worden. Die germanischen Stämme, die bis zur Völkerwanderungszeit hier wohnten, werden den Burgunden zugerechnet. Ein reicher Münzfund deutet auf Besiedlung im 6. Jahrhundert n. Chr. Spätestens nach der Einwanderung der Slawen kann von einer Siedlungskontinuität gesprochen werden. 
Im 12. Jahrhundert wurde im Zuge der deutschen Ostkolonisation in Biesenbrow eine Burg angelegt, die den Welseübergang zwischen Greiffenberg und Passow decken sollte. Doch die Kolonisation ging zu schnell über den Ort hinweg, sodass auch die nahebei entstandene Stadt wieder in die Bedeutungslosigkeit zurückfiel. 
Biesenbrow wird zum ersten Mal namentlich erwähnt, als der Ort 1354 von Markgraf Ludwig II. an die Pommernherzöge abgegeben werden muss. Im Jahre 1292 ist aber schon von einem Johannes Byssemarowe die Rede, ein Name, der von dem Ort Bysmerow abgeleitet ist. Im Jahr 1485 erhielt Biesenbrow das Stadtrecht, dieses wurde dem Ort 1618 wieder aberkannt.
Im Dreißigjährigen Krieg wurde der Ort mehrmals geplündert und verwüstet. In derselben Zeit starben über 250 Menschen an der Pest. Im Siebenjährigen Krieg zwischen 1756 und 1763 musste das Dorf wieder unter Plünderungen leiden. Im Befreiungskampf gegen Napoleon 1813–15 verloren neun Männer aus Biesenbrow ihr Leben. Weitere 19 Männer starben im Ersten Weltkrieg. Zum Gedenken an sie wurde 1920 in der Dorfmitte ein Kriegerdenkmal errichtet.
Aus den Jahren 1728 und 1909 sind Großbrände überliefert, bei denen Teile des Ortes zerstört wurden.
Im Zweiten Weltkrieg fielen 28 Einwohner, weitere 59 starben 1945 an Typhus.
Im Jahr 2003 wurde Biesenbrow trotz heftiger Proteste seiner Einwohner in die Stadt Angermünde eingemeindet.

## Wirtschaft und Infrastruktur

### Verkehr
Biesenbrow liegt an der Landstraße 285, die die B 198 bei Günterberg mit dem Angermünder Ortsteil Schönermark verbindet. 
Von 1909 bis 1979 hatte Biesenbrow zwei Stationen, Biesebrow Haltestelle und Biesenbrow Ladestelle, an der damaligen Kreisbahn Schönermark–Damme. Der zwei Kilometer entfernt gelegene Bahnhof Schönermark an der Bahnstrecke Berlin–Szczecin wurde 1996 geschlossen.

## Kultur und Sehenswürdigkeiten
Die Kirche ist eine gotische Feldsteinkirche aus dem späten 13. Jahrhundert. Der Turmaufsatz stammt von 1791.
Das Schulhaus wurde 1886 erbaut. Es beherbergte bis 1930 eine Einklassenschule. Seit 1984 befindet sich eine ständige Ausstellung darin.

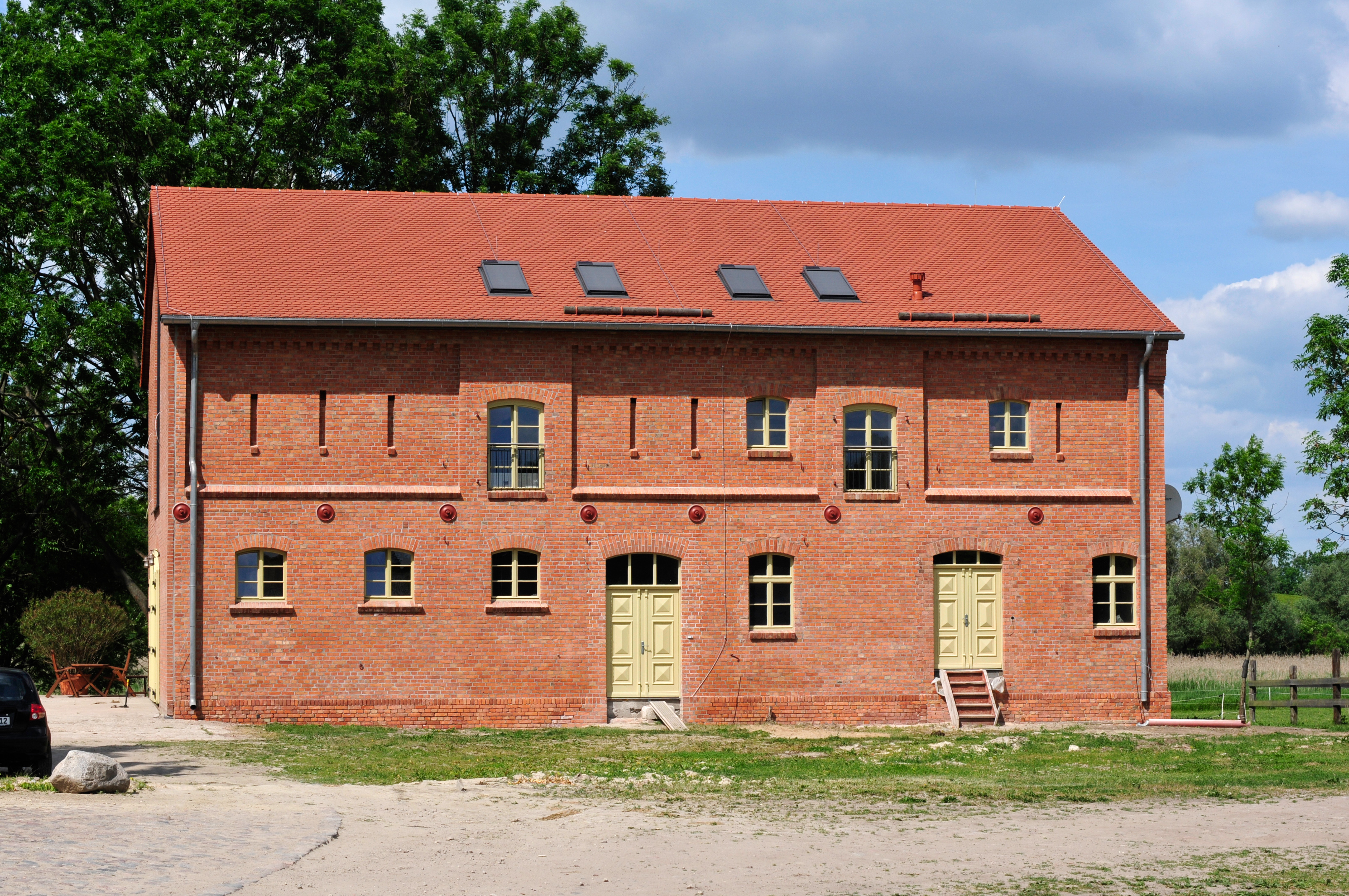
Kolbendampfmaschine in der ehemaligen Gutsbrennerei
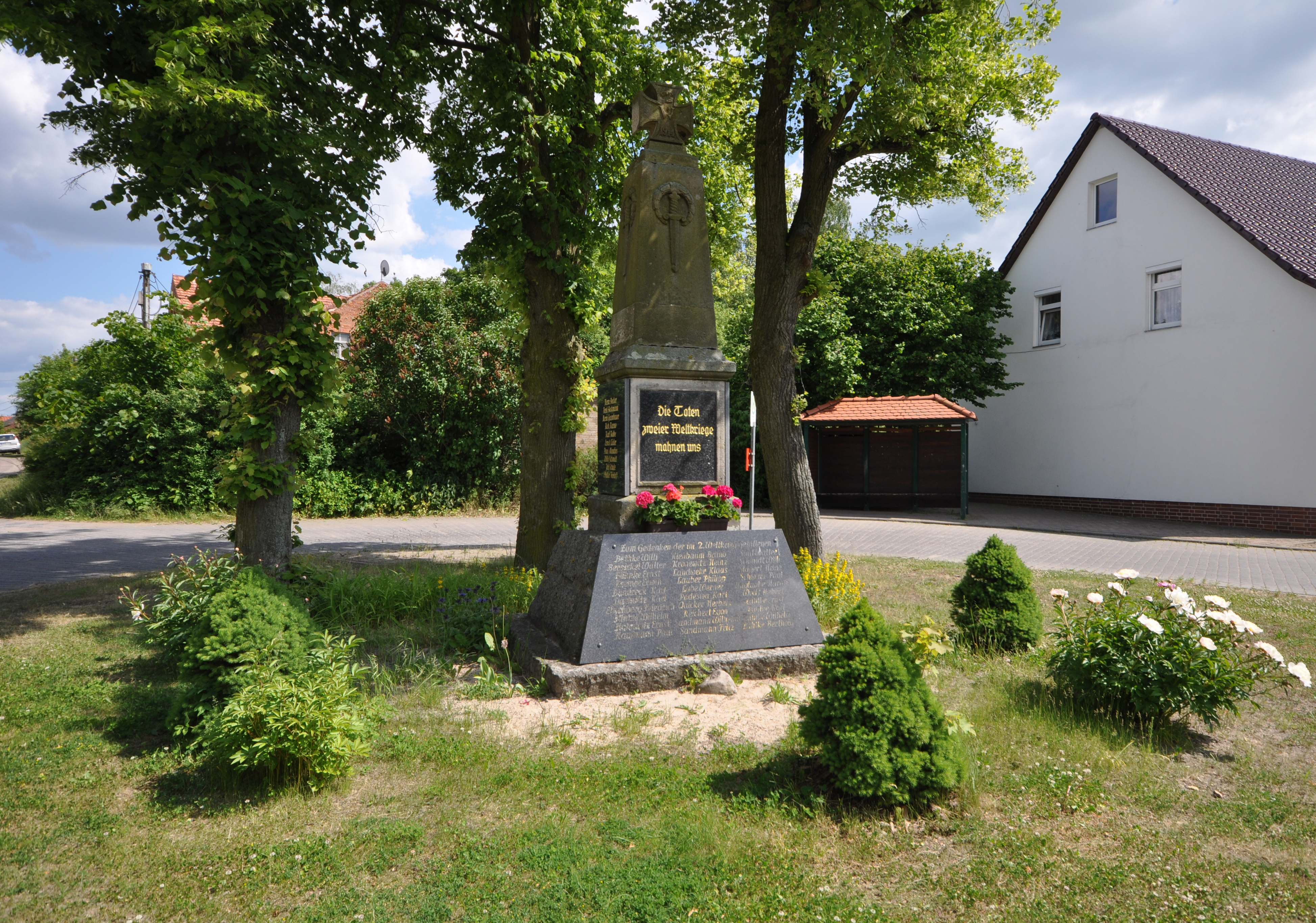
Kriegerdenkmal Biesenbrow
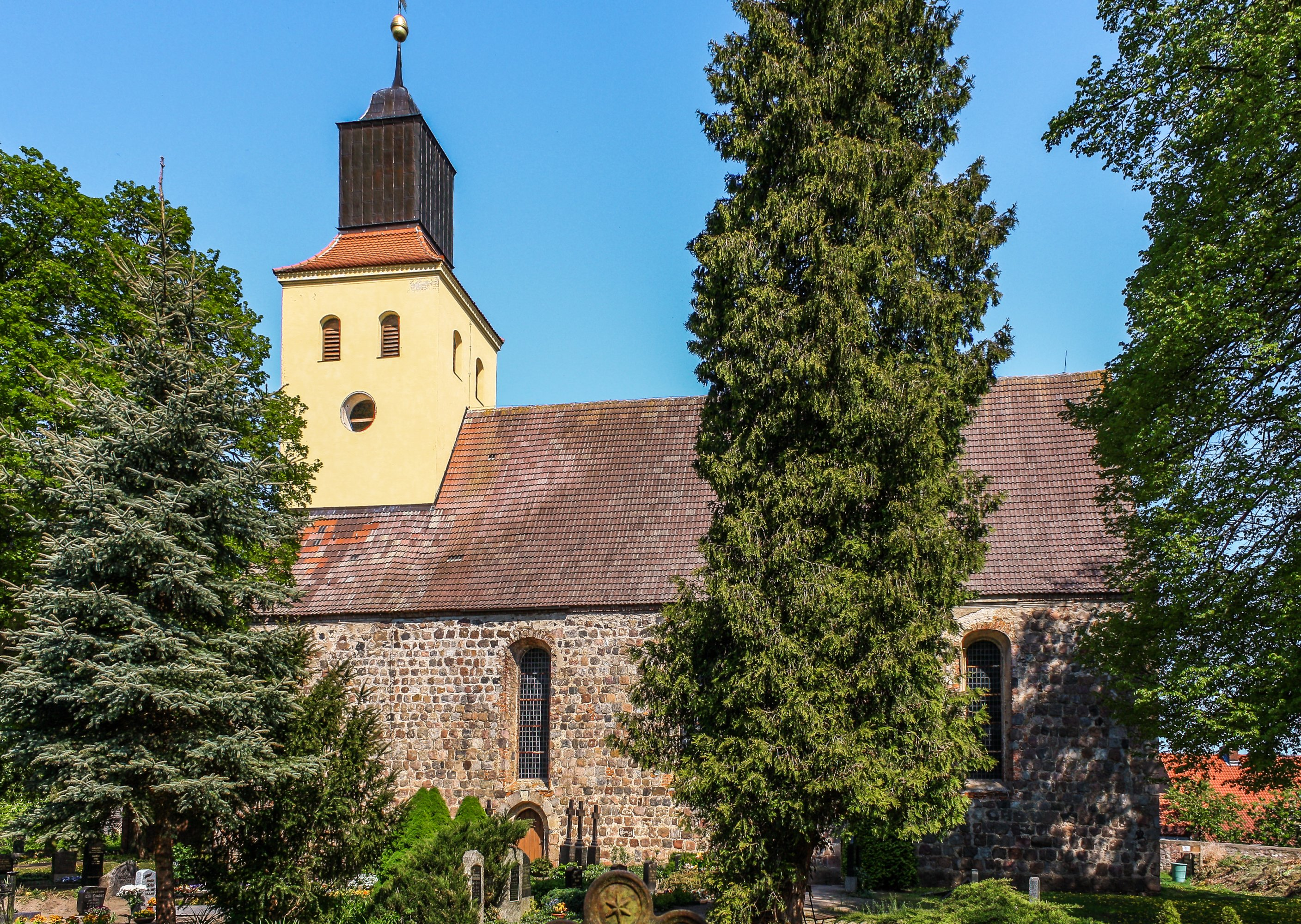
Dorfkirche Biesenbrow
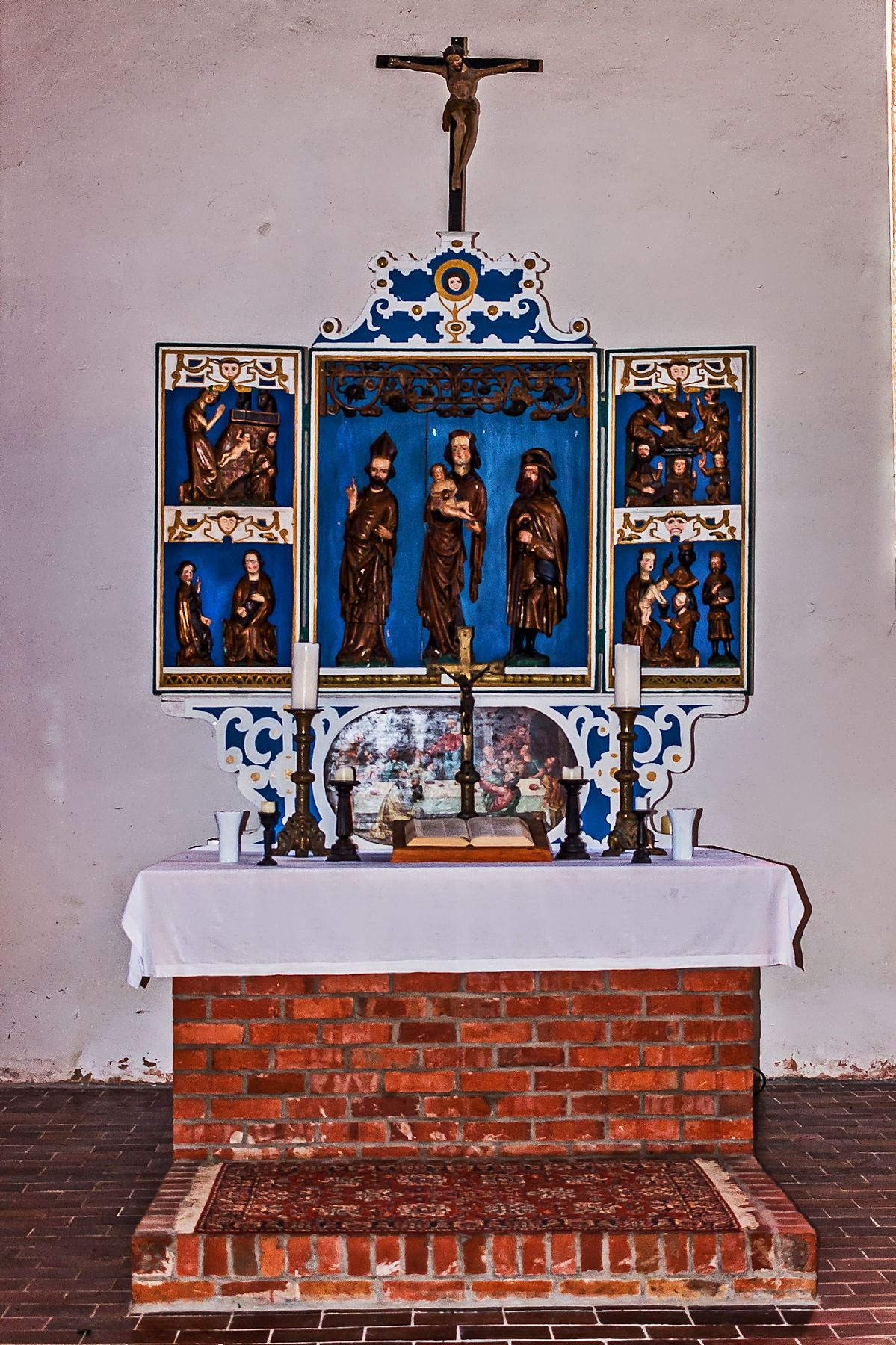
Flügelaltar der Dorfkirche Biesenbrow
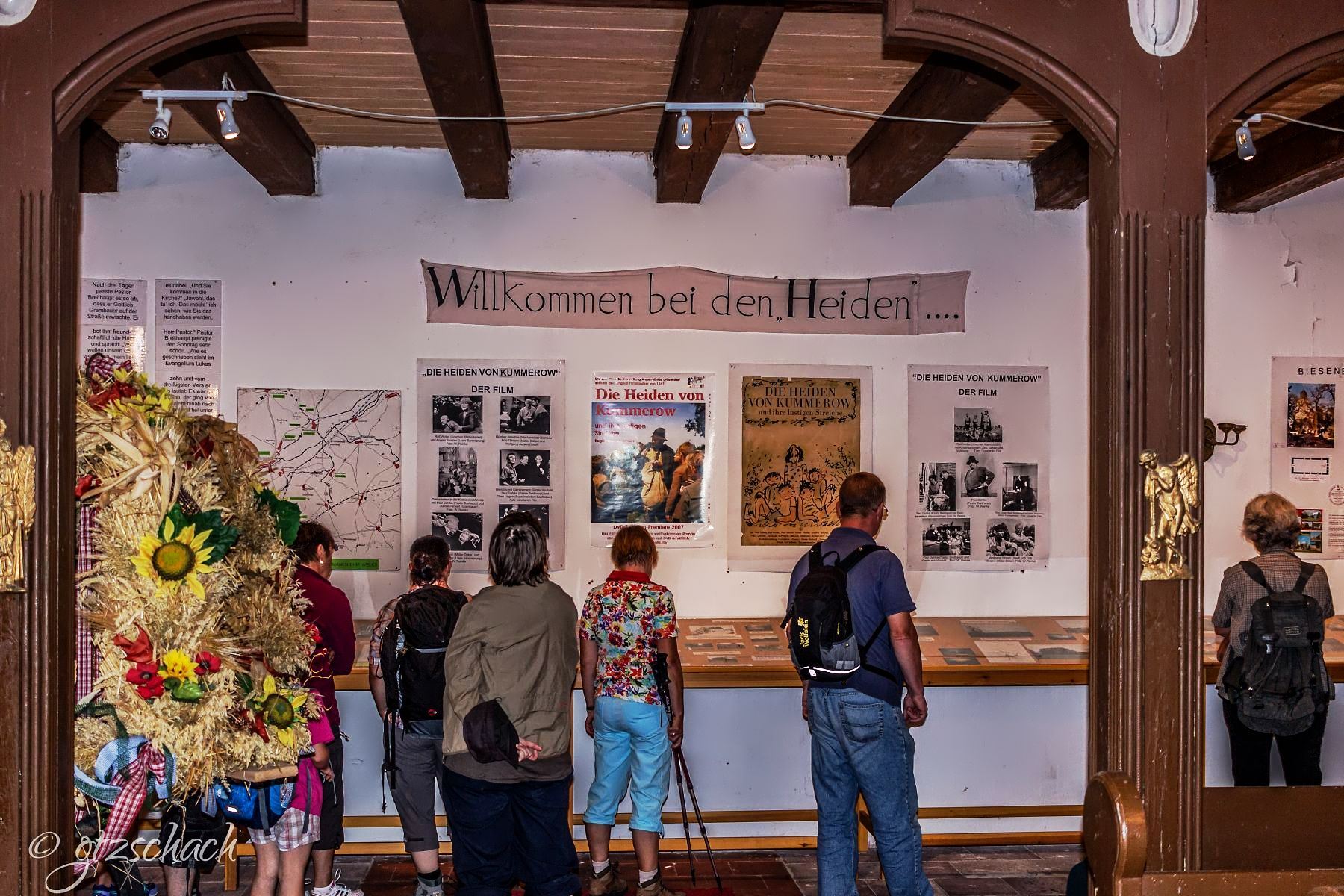
Dorfkirche Biesenbrow – Hommage an Ehm Welk
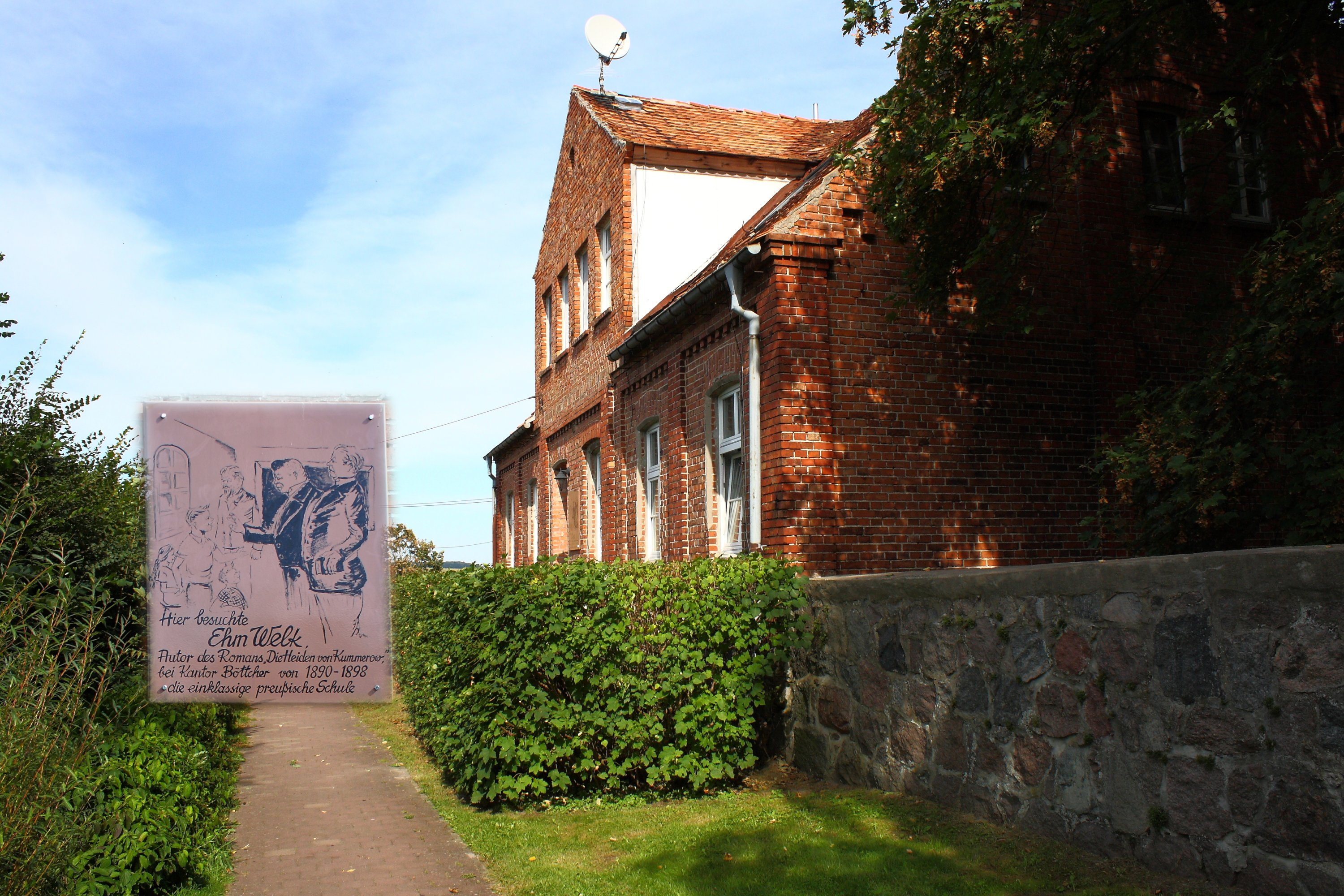
Dorfschule Biesenbrow – Ehm-Welk-Gedenkstätte
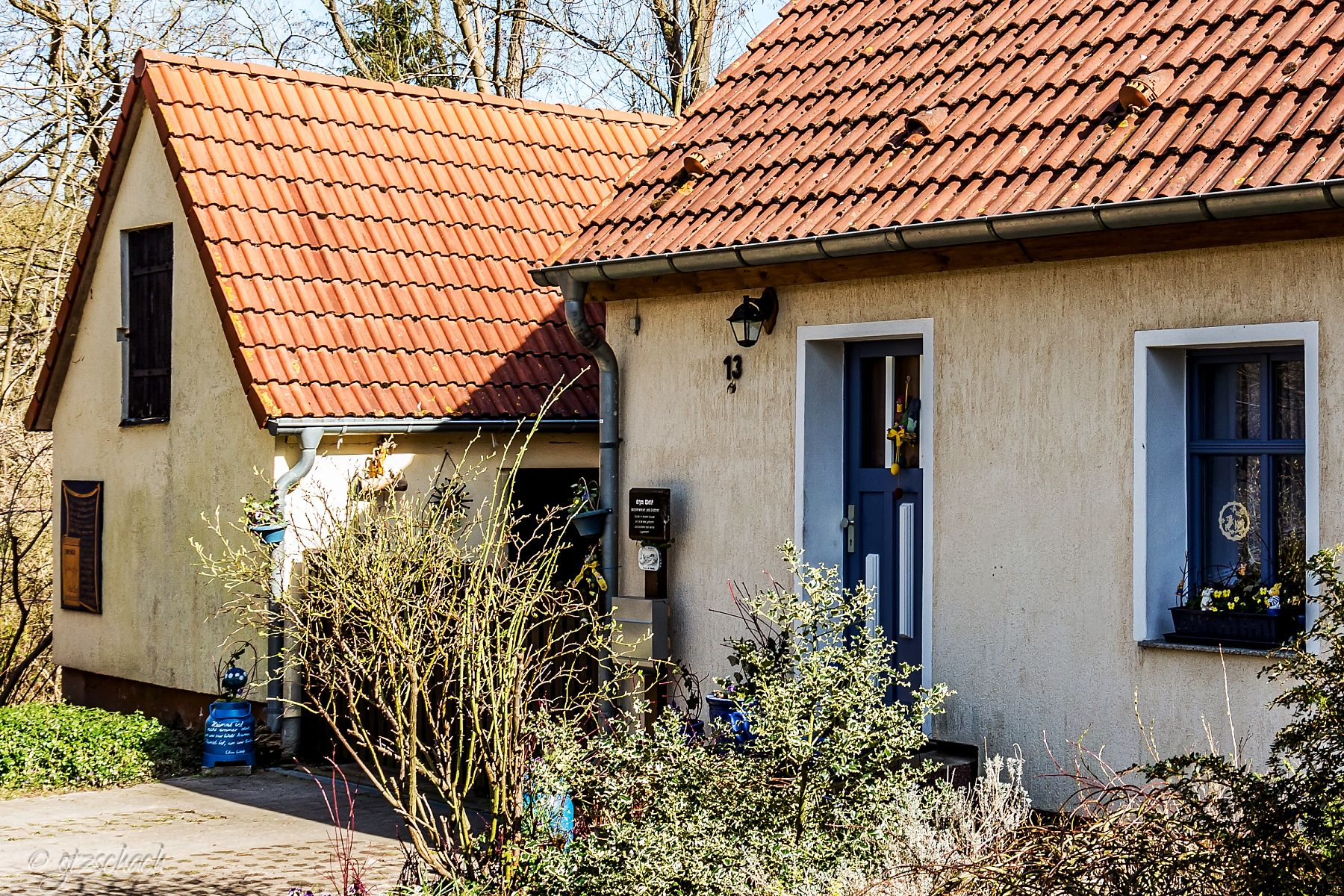
Geburtshaus von Ehm Welk

## Persönlichkeiten
Der Schriftsteller Ehm Welk wurde am 29. August 1884 in Biesenbrow geboren. In seinen Romanen Die Heiden von Kummerow und Die Gerechten von Kummerow hat er seinem Geburtsort unter dem Namen Kummerow ein Denkmal gesetzt. 1954 wurde Ehm Welk Ehrenbürger von Angermünde.